# Зубний корінь гірський
Зубний корінь гірський, прангос трироздільний (Prangos trifida) — вид трав'янистих рослин з родини окружкових, поширений на півдні Європи від Португалії до Криму.

## Опис
Багаторічник 50–120 см заввишки, голий. Кінцеві часточки листків ниткоподібні, довгі, 2.5–6 мм завдовжки, загострені. Зонтик з 8–15 променями. Плід яйцеподібний, з неясними поздовжніми борозенками, 12–18 × 6–10 мм. Прикореневі листки довгочерешкові, тричі розсічені. Квітки жовті, дрібні.
Цвіте у травні — липні. Плодоносить у червні — липні.

## Поширення
Поширений у південно-західній Європі, на Балканському та Кримському півостровах.
В Україні вид зростає на кам'янистих схилах, осипах, скелях, у лісах — у гірському Криму, рідко.

## Загрози й охорона
Загрозами є вузька еколого-ценотична амплітуда, низька чисельність популяцій, недостатнє природне відновлення, зривання рослин на букети.
Занесений до Червоної книги Україні в статусі «Рідкісний». Охороняється в Ялтинському гірсько-лісовому та Кримському ПЗ, «Байдарському» заказнику загальнодержавного значення.